# トーマス・ヘルプスト
トーマス・ヘルプスト（Thomas Ludwig Herbst、1848年7月27日 - 1915年1月19日）はドイツの印象派の画家である。ハンブルクのハンブルク芸術家クラブ(Hamburgischer Künstlerklub)の創立メンバーの一人である。

## 略歴
ハンブルクで生まれた。1865年からフランクフルト・アム・マインのシュテーデル美術館の美術教室で学び、翌年ベルリンの美術学校で、カール・シュテフェックに学んだ。1868年に友人となったマックス・リーバーマンとワイマールの美術学校に移り、シャルル・ヴェルラに学んだ。1873年から1876年の間はデュッセルドルフを拠点とし、オランダへ旅して修行し、1876年から翌年にかけてリーバーマンとパリに滞在し、1878年はミュンヘンで修行した。ミュンヘンでは写実主義の画家ヴィルヘルム・ライブルと知り合った。
1884年からはハンブルクに戻り、スタジオを開き「女性実業学校」(Gewerbeschule für Frauen)で絵画の教師をした。1897年にハンブルク美術館館長アルフレート・リヒトヴァルクが主導して創られた、ハンブルク芸術家クラブ(Hamburgischer Künstlerklub)の創立メンバーとなったが、会員のアルトゥール・ジーベリストの開いた美術学校の学生が会員として加わった時、彼らの技量を認めなかったヘルプストは1903年にこの会を脱会した。ハンブルク芸術家協会(Hamburger Künstlerverein von 1832)の会員でもあった。
風景画を得意とし、牛の絵も得意で「Kuhherbst」（牛のヘルプスト）という異名があった。

## 作品

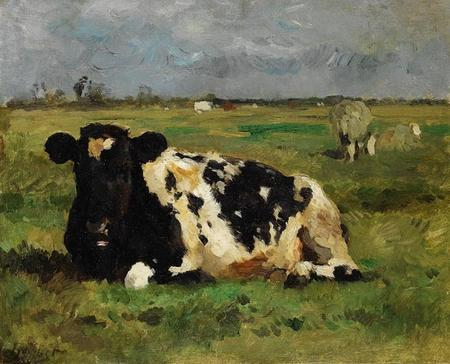
「くつろぐ牛」(c.1900)
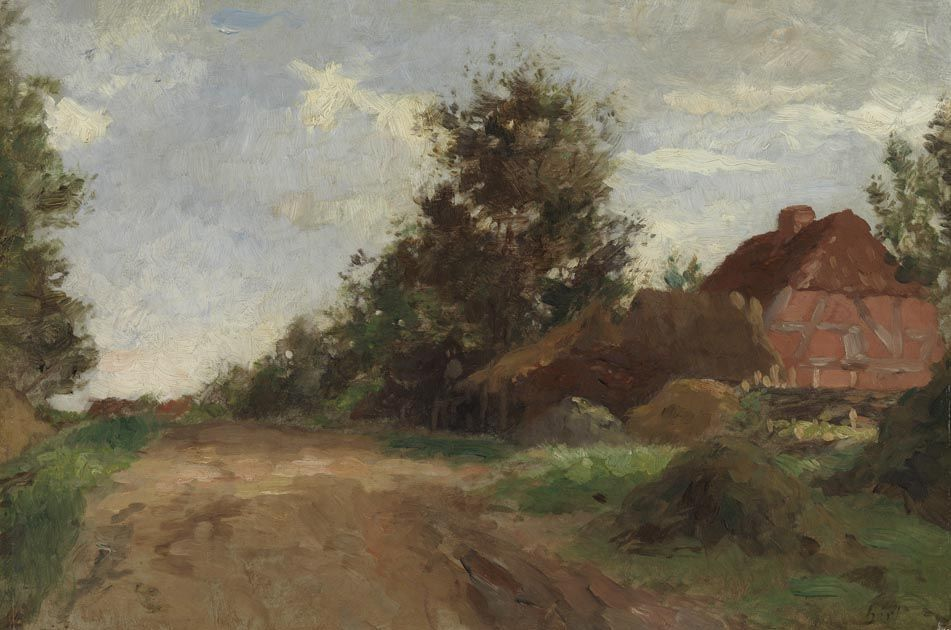
ニーダーザクセン州の農家
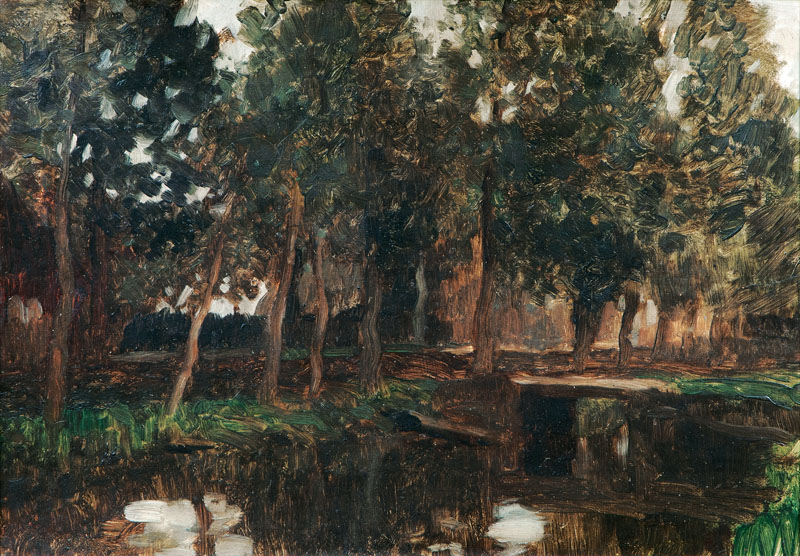
ジートヴェンデの道と運河

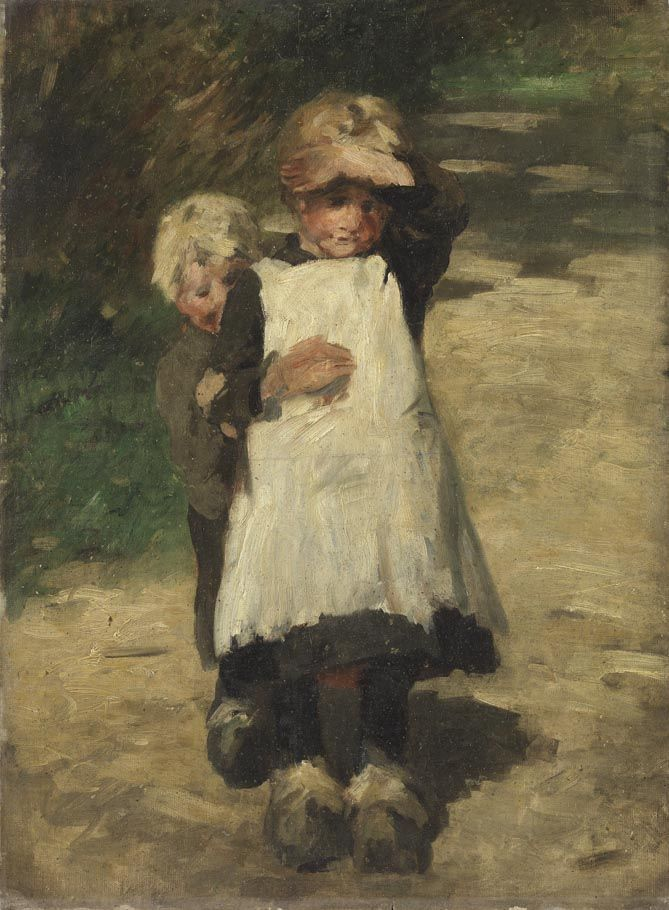
2人の子供
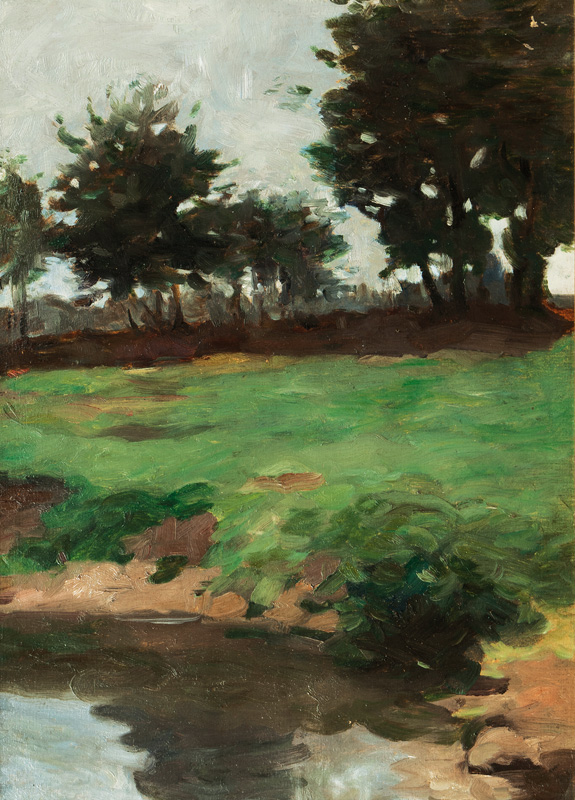
Lichter Wald am Bach
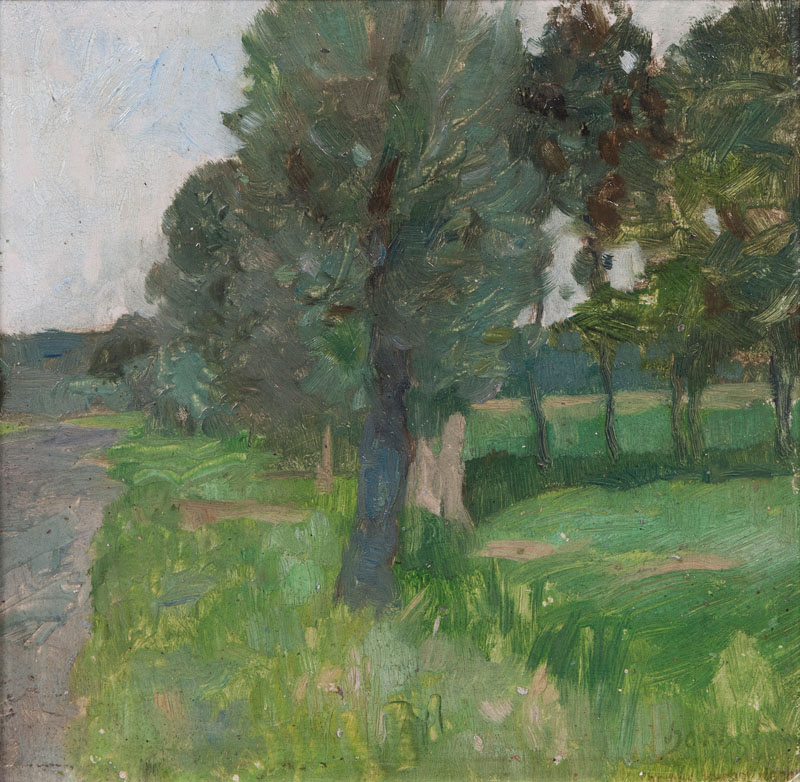
Bäume am Bach